# Centennial, Colorado
Centennial är en stad (city) i Arapahoe County, i delstaten Colorado, USA. Enligt United States Census Bureau har staden en folkmängd på 102 603 invånare (2011) och en landarea på 74,4 km².